# Maurice Hauriou

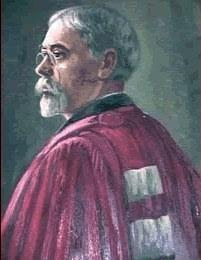
Maurice Hauriou

Maurice Jean Claude Eugène Hauriou (* 17. August 1856 in Ladiville, Charente; † 12. März 1929 in Toulouse) war ein französischer Rechtswissenschaftler. Er studierte Rechtswissenschaft an der Universität von Bordeaux. Im Jahr 1876 schloss er sein Studium mit der Licence ab. Die Promotion folgte 1879. Beim für ganz Frankreich zentralen Concours d’Agrégation des Jahres 1882, der damals noch einheitlich für alle juristischen Disziplinen war, erreichte Hauriou den ersten Platz vor Léon Duguit, seinem Freund und späterem wissenschaftlichen Gegner. 1883 wurde er Professor für Rechtsgeschichte an der juristischen Fakultät der Universität Toulouse. Den Lehrstuhl für Verwaltungsrecht an der gleichen Universität erhielt er 1888. Hauriou wurde 1904 zum Assesseur du Doyen und 1906 zum Dekan seiner Fakultät gewählt. 1920 konnte Hauriou dann schließlich auf den von ihm präferierten Lehrstuhl für Verfassungsrecht wechseln, denn er bis zum Ende seiner akademischen Laufbahn (1926) behielt.
Hauriou war Mitglied des Conseil de l’Université, des maßgeblichen Beirats beim Erziehungsministerium in Paris. Er war korrespondierendes Mitglied der Académie des sciences morales et politiques und assoziiertes Mitglied der Académie royale des Sciences, des Lettres et des Beaux-Arts de Belgique, ferner Ritter der Ehrenlegion.
Maurice Hauriou hatte zwei Kinder. Seine Tochter Geneviève starb früh, der Sohn André wurde ebenfalls Rechtslehrer und wurde Professor für Staatsrecht an der Faculté du Droit et de Sciences Economiques in Paris.

## Schriften (Auswahl)
- L’Histoire externe du droit. F. Pichon, Paris 1884.
- La gestion administrative. Étude théorique de droit. L. Larose, Paris 1899.
- Principes de droit public. J.-B. Sirey, Paris 1910.
- Précis élémentaire de droit constitutionnel. Librairie du Recueil Sirey, Paris 1925.

- Écrits sociologiques. Dalloz, Paris 2008, ISBN 978-2-247-08088-5.
- Roman Schnur (Hrsg.): Die Theorie der Institution und zwei andere Aufsätze von Maurice Hauriou. Duncker & Humblot, Berlin 1965, ISBN 978-3-428-01533-7.